# Oryzias orthognathus
Oryzias orthognathus là một loài cá thuộc họ Adrianichthyidae. Nó là loài đặc hữu của Indonesia.